# Denticulobasis garrisoni
Denticulobasis garrisoni là một loài chuồn chuồn kim trong họ Coenagrionidae.
Denticulobasis garrisoni được miêu tả khoa học năm 2009 bởi Machado.